# Fukushima (Osaka)
Fukushima (福島区, Fukushima-ku) és un dels 24 districtes urbans de la ciutat d'Osaka, capital de la prefectura homònima, a la regió de Kansai, Japó. Fukushima és un districte residencial, però tot i així té zones comercials i d'oficines, així com xicotetes factories i magatzems d'empreses. En els darrers anys s'han alçat alguns gratacels d'apartaments i oficines degut a la proximitat a barris del centre de la ciutat com Umeda o Dōjima.

## Geografia

Mapa de Fukushima

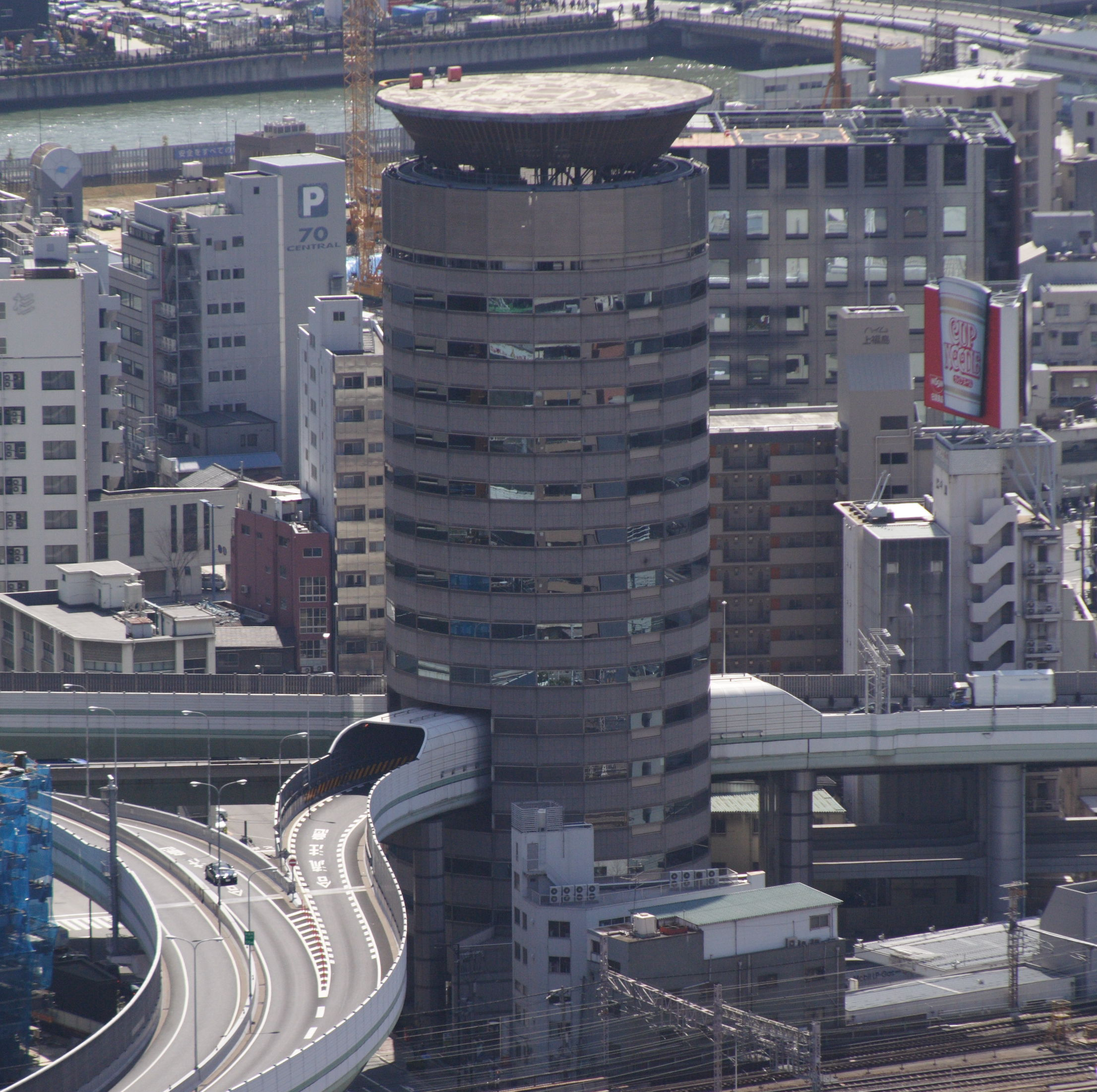
Gate Tower Building

El districte de Fukushima està situat al nord-oest dins de la ciutat d'Osaka, al centre de la prefectura homònima. Fukushima no fa costa i es troba totalment envoltada d'altres districtes de la ciutat. El terme del districte es troba flanquejat pel riu Yodo al nord i el riu Dōjima al sud i limita administrativament amb Yodogawa i Nishi-Yodogawa al nord, amb Nishi al sud, amb Kita a l'est i amb Konohana a l'oest.

### Barris
Els barris del districte de Fukushima són els següents:
- Ebie (海老江)
- Ōhiraki (大開)
- Sagisu (鷺洲)
- Tamagawa (玉川)
- Noda (野田)
- Fukushima (福島)
- Yoshino (吉野)

## Història
Fukushima va ser fundada l'1 d'abril de 1943 quan Osaka passà de tindre 15 a 22 divisions. El districte (la part nord de Dôjima) fou durant el període Tokugawa un poble granjer dels suburbis de la ciutat, però amb l'inici de l'era Edo començaren a construir-se factories, especialment texitils, a la zona. El 1918, la indústria elèctrica Matsushita va instal·lar-se a Fukushima. Fins i tot avui dia, encara queden moltes empreses d'impressió i magatzems de components automobilístics al districte. Abans de la Segona Guerra Mundial, l'hospital de la universitat d'Osaka i el mercat central es van establir al districte de Fukushima i després de la guerra ho van fer moltes empreses degut a la construcció de l'estació de Fukushima i a la proximitat d'Umeda, centre de la ciutat i capital financera del Japó occidental. Algunes altres zones del districte van ser reconvertides d'àrees industrials a barris comercials i residencials.

## Demografia
| 1920   | 1930   | 1940   | 1950   | 1960   | 1970   | 1980   |
| ------ | ------ | ------ | ------ | ------ | ------ | ------ |
| ND     | ND     | ND     | 79.475 | 94.417 | 71.995 | 60.101 |
| 1990   | 2000   | 2010   | 2020   | 2030   | 2040   | 2050   |
| 56.252 | 55.733 | 67.920 | 79.450 | -      | -      | -      |

## Transport

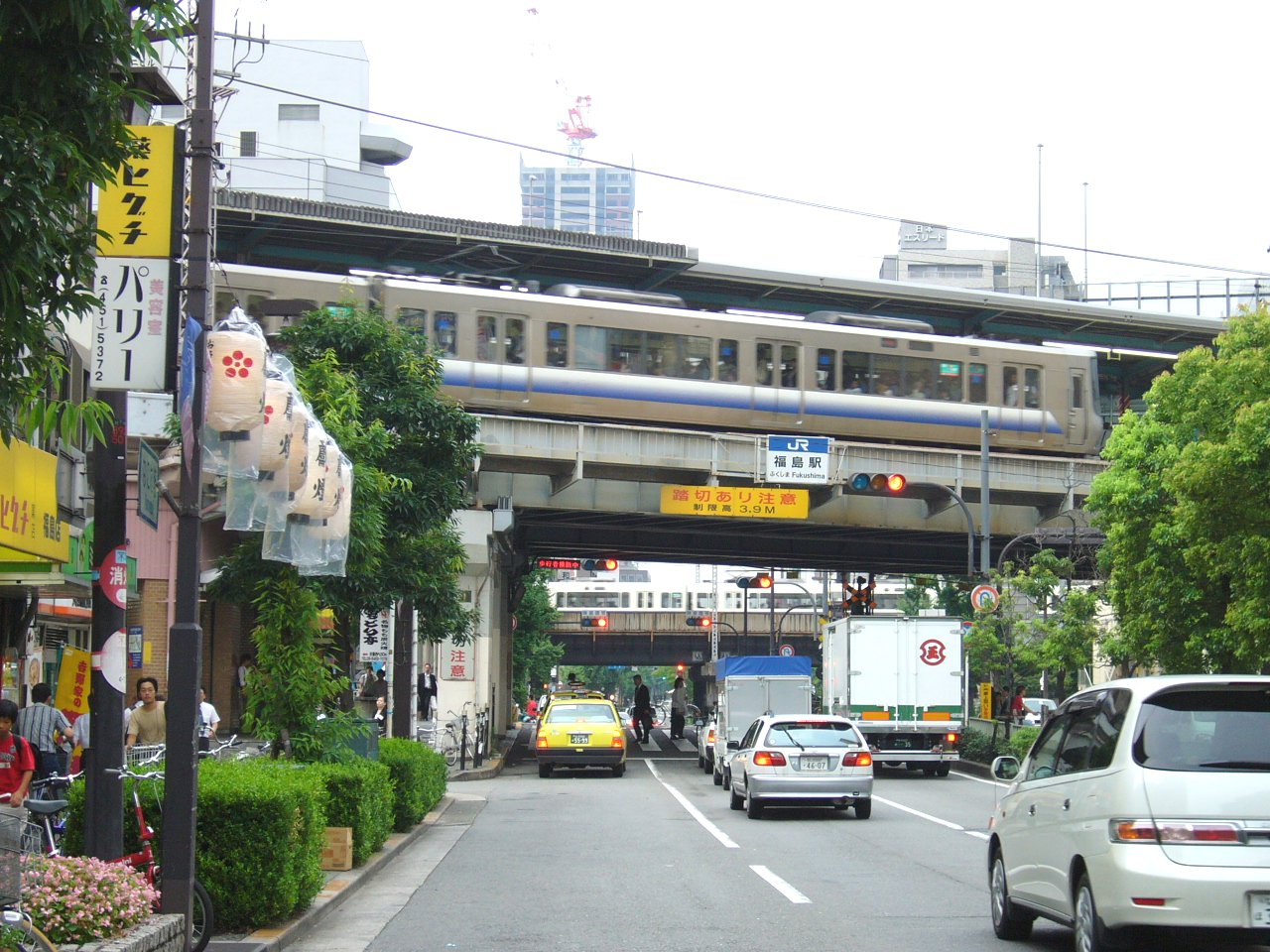
Estació de Fukushima

### Ferrocarril
- Companyia de Ferrocarrils del Japó Occidental (JR West)
  - Fukushima - Noda - Shin-Fukushima - Ebie
- Metro d'Osaka
  - Nodahanshin - Tamagawa
- Ferrocarril Elèctric Hanshin
  - Fukushima - Noda - Yodogawa
- Ferrocarril Elèctric Keihan
  - Nakanoshima

### Carretera
- Autopista Hanshin
- Nacional 2